# Senat Australii

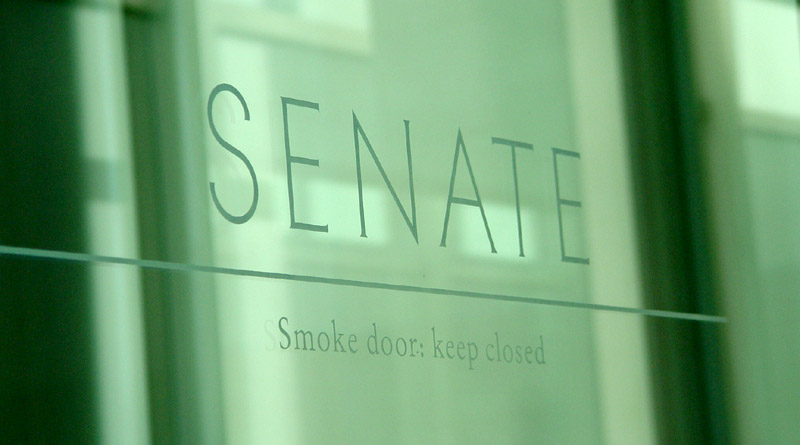
Wejście do Senatu

Senat Australii – izba wyższa dwuizbowego parlamentu Australii. Izba niższa znana jest jako Izba Reprezentantów.

## Historia i rola
Konstytucja Australii z 1900 roku ustanawiająca Australię dominium tworzy swoimi zapisami także instytucję Senatu. System polityczny Australii, pomimo że tworzony był na wzór angielskiego, wykształcił Senat nie jako bierny organ opiniodawczy, ale jako czynny organ legislacyjny. Różnica tkwiła początkowo także w obsadzaniu stanowisk senackich, gdyż wzorowany był on na systemie Stanów Zjednoczonych, gdzie z każdego stanu wybierani są przedstawiciele. Tak samo funkcjonował senat australijski do momentu nowelizacji konstytucji w roku 1909 z powodu konfliktu między angielską Izbą Lordów, a Izbą Gmin co do wyglądu organów władzy w podległym ich państwu dominium.

## Skład Senatu
Według australijskiej konstytucji Senat, aby mógł działać musi spełnić następujące warunki:
1. Musi być złożony z równej liczby senatorów z danego stanu.
2. Musi w nim uczestniczyć przynajmniej po sześciu przedstawicieli z danego Stanu.
3. Liczba Senatorów musi być zbliżona do połowy liczby posłów z Izby Reprezentantów.

## Wielkość
Liczebność izby senatorskiej w Australii zmieniała się wraz z upływem lat. Początkowo konstytucja przewidywała sześciu przedstawicieli z danego stanu, ale zwiększało się to stopniowo. Z łącznej liczby 36 przedstawicieli postanowiono stworzyć 60-osobowy Senat (1948). Rok 1974 przynosi kolejną zmianę, gdyż liczebność deputowanych wzrasta do 64 osób. Ostatnia zmiana nastąpiła w latach 80., kiedy podniesiono liczebność przedstawicieli do 76-ciu, tzn. że każdy z sześciu stanów wybiera po 12 senatorów, a terytoria, czyli Terytorium Północne (które reprezentuje również terytoria Wysp Bożego Narodzenia i Wysp Kokosowych) oraz Australijskie Terytorium Stołeczne - po dwóch senatorów.

## Kadencja
Kadencja senatorów wybranych ze stanów australijskich trwa 6 lat, natomiast kadencja senatorów z terytoriów trwa 3 lata. Ponieważ kadencja niższej izby (Izby Reprezentantów) trwa tylko 3 lata, to zazwyczaj co 3 lata następuje wymiana połowy senatorów wybranych ze stanów australijskich.
Od czasu zmiany w sekcji 13 konstytucji Australii, wprowadzonej w wyniku referendum w 1906 roku, kadencja senatorów zawsze rozpoczyna się 1 lipca. Oznacza to, iż jeśli wspólne wybory do obu izb przeprowadzane są np. w sierpniu (jak to było w 2010 roku), to Izba Reprezentantów w nowym składzie zbiera się w ciągu najdalej kilkunastu tygodni, ale nowo wybrani senatorowie muszą czekać na objęcie mandatu aż do lipca kolejnego roku.

## Lista przewodniczących Senatu
| Lp. | Zdjęcie | Imię i nazwisko (partia polityczna) | Objęcie urzędu      | Złożenie urzędu      | Stan                |
| --- | ------- | ----------------------------------- | ------------------- | -------------------- | ------------------- |
| 1.  |         | Sir Richard Chaffey Baker (FTP)     | 9 maja 1901         | 31 grudnia 1906      | South Australia     |
| 2.  |         | Sir Albert Gould (FTP)              | 20 lutego 1907      | 30 czerwca 1910      | NPW                 |
| 3.  |         | Harry Turley (APP)                  | 1 lipca 1910        | 8 lutego 1913        | Queensland          |
| 4.  |         | Thomas Givens (APP) / (NPA)         | 9 lutego 1913       | 30 czerwca 1926      | Queensland          |
| 5.  |         | Sir John Newlands (NPA)             | 1 lipca 1926        | 13 sierpnia 1929     | South Australia     |
| 6.  |         | Walter Kingsmill (PZA)              | 14 sierpnia 1929    | 30 sierpnia 1932     | Australia Zachodnia |
| 7.  |         | Patrick Lynch (PZA)                 | 31 sierpnia 1932    | 30 czerwca 1938      | Australia Zachodnia |
| 8.  |         | John Hayes (PZA)                    | 1 lipca 1938        | 30 czerwca 1941      | Tasmania            |
| 9.  |         | James Cunningham (APP)              | 1 lipca 1941        | 4 lipca 1943         | Australia Zachodnia |
| 10. |         | Gordon Brown (APP)                  | 23 września 1943    | 19 marca 1951        | Queensland          |
| 11. |         | Ted Mattner (LPA)                   | 12 czerwca 1951     | 7 września 1953      | South Australia     |
| 12. |         | Sir Alister McMullin (LPA)          | 8 września 1953     | 30 czerwca 1971      | NPW                 |
| 13. |         | Sir Magnus Cormack (LPA)            | 17 sierpnia 1971    | 11 kwietnia 1974     | Wiktoria            |
| 14. |         | Justin O'Byrne (APP)                | 9 lipca 1974        | 11 listopada 1975    | Tasmania            |
| 15. |         | Sir Condor Laucke (LPA)             | 17 lutego 1976      | 30 lipca 1981        | South Australia     |
| 16. |         | Sir Harold Young (LPA)              | 18 sierpnia 1981    | 4 lutego 1983        | South Australia     |
| 17. |         | Doug McClelland (APP)               | 21 kwietnia 1983    | 23 stycznia 1987     | NPW                 |
| 18. |         | Kerry Sibraa (APP)                  | 17 lutego 1987      | 31 stycznia 1994     | NPW                 |
| 19. |         | Michael Beahan (APP)                | 1 lutego 1994       | 30 lipca 1996        | Australia Zachodnia |
| 20. |         | Margaret Reid (LPA)                 | 20 sierpnia 1996    | 18 sierpnia 2002     | ATS                 |
| 21. |         | Paul Calvert (LPA)                  | 19 sierpnia 2002    | 14 sierpnia 2007     | Tasmania            |
| 22. |         | Alan Ferguson (LPA)                 | 26 sierpnia 2007    | 25 sierpnia 2008     | South Australia     |
| 23. |         | John Hogg (APP)                     | 26 sierpnia 2008    | 30 czerwca 2014      | Queensland          |
| 24. |         | Stephen Parry (LPA)                 | 7 lipca 2014        | 2 listopada 2017     | Tasmania            |
| 25. |         | Scott Ryan (LPA)                    | 13 listopada 2017   | 13 padździernik 2021 | Wiktoria            |
| 26. |         | Slade Brockman (LPA)                | 18 październik 2021 | 26 lipca 2022        | Australia Zachodnia |
| 27. |         | Sue Lines (APP)                     | 26 lipca 2022       | nadal                | Australia Zachodnia |